# Shawnee (Colorado)
Pour les articles homonymes, voir Shawnee.
Shawnee est une localité américaine située dans le comté de Park, dans l’État du Colorado, à une altitude de 2 475 m.

## Source
- (en) Cet article est partiellement ou en totalité issu de l’article de Wikipédia en anglais intitulé « Shawnee, Colorado » (voir la liste des auteurs).